# Cathédrale mariamite de Damas
La cathédrale mariamite de Damas (en arabe : الكاتدرائية المريمية / al-kātidrāʾiyya al-maryamiyya) est située dans le quartier de Bab Touma à Damas en Syrie. Elle est le siège du patriarcat orthodoxe d'Antioche. 
Elle fut reconstruite au XIXe siècle.